# Dylan (Sängerin)
Dylan (* 25. Oktober 1999 in Bures; eigentlich Natasha Katherine Woods) ist eine englische Popsängerin.

## Biografie
Natasha Woods, wie Dylan wirklich heißt, wuchs in einem Dorf in Suffolk im Osten Englands auf. Der Besuch des nicht weit entfernt stattfindenden Latitude Festivals weckte ihre Begeisterung für Musik und sie begann, Klavier und Gitarre zu lernen. Sie schrieb Songs und nahm sie auf und wählte den Künstlernamen Dylan, den ihre Eltern als Alternative ausgesucht hatten, wenn sie einen Sohn bekommen hätten. Noch vor ihrem Schulabschluss schickte sie Demos an Will Hicks, der schon mit Ed Sheeran zusammengearbeitet hatte. Der Produzent zeigte Interesse und sie bekam die Chance, bei AWAL Records einige Aufnahmen zu veröffentlichen. Sie veröffentlichte die EPs Purple und Red und mehrere Singles und brachte es damit immerhin bis ins Radio.
Die COVID-19-Pandemie unterbrach ihre Karriere und 2022 kehrte sie mit der EP No Romeo zurück. Mit dem Song You’re Not Harry Styles hatte sie einen ersten Streaming-Erfolg. Außerdem bekam sie die Gelegenheit, bei Ed Sheeran, Bastille und Tate McRae bei einer Reihe von Konzerten im Vorprogramm zu spielen. Außerdem hatte sie ihren ersten eigenen Auftritt beim Latitude Festival und in Reading. Mit dem Song Girl of Your Dreams konnte sie sich in den Download-Charts platzieren. Mit dieser Promotion im Rücken veröffentlichte sie im November ihr erstes Album The Greatest Thing I’ll Never Learn bei Island Records. Damit gelang ihr der Einstieg in die Top 20 der britischen Charts.
Der Erfolg weckte größere Erwartungen und sie wurde zum Jahreswechsel in die OCC-Liste der „Artists to Watch“ und in die BBC-Liste des „Sound of 2023“ aufgenommen. Sie erfüllten sich jedoch nicht. Über zwei Jahre veröffentlichte sie Singles, darunter Liar Liar zusammen mit Bastille, während sie am nächsten Album arbeitete. Anfang 2025 musste sie aber bekanntgeben, dass das fertige Album zurückgezogen wurde.

## Diskografie
Alben
- Purple (EP, 2019)
- Red (EP, 2020)
- No Romeo (EP, 2022)
- The Greatest Thing I’ll Never Learn (2022)

Lieder
- Bad Bitches Beat Heartbreak (2019)
- Sour Milk (2019)
- Your Issues (2020)
- Wish You Weren’t Mine (2020)
- Nineteen (2021)
- Someone Else (2021)
- You’re Not Harry Styles (2021)
- Girl of Your Dreams (2022)
- Nothing Lasts Forever (2022)
- Blue (2022)
- Liar Liar (featuring Bastille, 2023)
- Rebel Child (2023)
- The Alibi (2024)
- Perfect Revenge (2024)